# Деніс Годла
Деніс Годла (словац. Denis Godla; 4 квітня 1995, м. Кежмарок, Словаччина) — словацький хокеїст, воротар. Виступає за «Слован» (Братислава) у Континентальній хокейній лізі.
Вихованець хокейної школи ХК «Спішска Нова Вес». Виступав за ХК «Спішска Нова Вес», «Слован» (Братислава), «Оранж 20» (Братислава).
У чемпіонаті КХЛ — 1 матч. У чемпіонатах Словаччини — 16 матчів.
У складі молодіжної збірної Словаччини учасник чемпіонатів світу 2014 і 2015. У складі юніорської збірної Словаччини учасник чемпіонату світу 2013.
Досягнення
- Бронзовий призер молодіжного чемпіонату світу (2015)

Нагороди
- Найкращий воротар та найцінніший гравець (MVP) молодіжного чемпіонату світу (2015).